# Банкрофт (Онтарио)
Банкрофт (енгл. Bancroft) је градић у Канади у покрајини Онтарио. Према резултатима пописа 2011. у граду је живело 3.880 становника.

## Становништво
Према резултатима пописа становништва из 2011. у граду је живело 3.880 становника, што је за 1,1% више у односу на попис из 2006. када је регистровано 3.838 житеља.
| 2006. | 2011. |
| ----- | ----- |
| 3.838 | 3.880 |